# Alinda (gastéropode)
Pour les articles homonymes, voir Alinda (homonymie).
Genre
Alinda est un genre de mollusques gastéropodes de la famille des Clausiliidae (les escargots à lame mobile).

## Description
Les espèces du genre Alinda sont de petits escargots terrestres à respiration aérienne. Les auteurs en font la description suivante dans leur publication : 

« Lunule parfaite ; lamelle spiralée disjointe ; plis palatins nombreux ; dernier tour comprimé au niveau du bord en une crête ; ouverture nettement canaliculée à la base. »

## Liste des espèces
Selon World Register of Marine Species (22 avril 2025) :
- Alinda atanasovi (Urbański, 1964)
- Alinda biplicata (Montagu, 1803)
- Alinda elegantissima A. J. Wagner, 1914
- Alinda pancici (Pavlović, 1912)
- Alinda vratzatica (I. M. Likharev, 1972)
- Alinda wagneri (A. J. Wagner, 1911)

## Systématique
Le nom valide complet (avec auteur) de ce taxon est Alinda H. Adams & A. Adams, 1855,.
Ce genre a été initialement décrit comme un sous-genre du genre Clausilia Draparnaud, 1805, sous le taxon Clausilia (Alinda).
Alinda a pour synonymes :
- Alinda (Alinda) H. Adams & A. Adams, 1855
- Alinda (Pseudalinda) O. Boettger, 1877
- Balea (Alinda) H. Adams & A. Adams, 1855
- Balea (Pseudalinda) O. Boettger, 1877
- Banatica O. Boettger, 1877
- Clausilia (Alinda) H. Adams & A. Adams, 1855
- Clausilia (Cusmicia)
- Clausilia (Iphigenia) J. E. Gray, 1840
- Clausilia (Kuzmicia) Brusina, 1870
- Clausilia (Pseudalinda) O. Boettger, 1877
- Clausilia (Spoliata) Frankenberger, 1913
- Iphigena sic
- Iphigenia J. E. Gray, 1840
- Kuzmicia Brusina, 1870
- Laciniaria (Alinda) H. Adams & A. Adams, 1855
- Laciniaria (Pseudalinda) O. Boettger, 1877
- Plicaphora W. Hartmann, 1841
- Pseudalinda (Pseudalinda) O. Boettger, 1877
- Pseudocerva Schaufuss, 1869

### Publication originale
- (en) Henry Adams et Arthur Adams, The genera of recent Mollusca: arranged according to their organization, vol. 2, Londres, J. Van Voorst, 1855, 661 p. (lire en ligne), p. 182.